# Sri Jayanasa de Srivijaya
Dapunta Hyang Sri Jayanasa (IAST: Ḍapunta Hiyaṃ Śrī Jayanāśa) va ser el primer Maharajà de Srivijaya i es creu que també va fundar la dinastia que governava el Kedatuan (ciutat-estat o principat) de Srivijaya. El seu nom s’esmenta en les inscripcions del segle 7 dC conegudes com a «Inscripcions de Siddhayatra», aquestes descriuen el seu viatge sagrat per tal d’aconseguir l’aprovació divina i conquerir àrees properes. El seu regne va durar des de finals del segle 7 fins a principis del segle 8, en concret entre el 671 dC i el 702 dC.

## Biografia
Yijing, un monjo budista xinès que va visitar Srivijaya i hi va residir sis mesos l’any 671, va quedar marcat per la generositat, amabilitat i hospitalitat que l’hi va demostrar el rei de Srivijaya. El rei esmentat en els relats de Yijing més tard va ser relacionat amb el rei que es menciona en la inscripció Srivijaya més antiga (683 dC), la inscripció de Kedukan Bukit, descoberta a Palembang. Tot i que més tard els historiadors han acabat descartant la relació entre les inscripcions i el relat del monjo.
La inscripció de Kedukan Bukit data del 683 dC, en aquesta s’esmenta un rei anomenat Dapunta Hyang que va realitzar una Siddhayatra (viatge sagrat) en barca. Va partir de Minanga Tamwan amb 20.000 soldats, i es va dirigir cap a Matajap, on va conquerir diverses àrees. Altres inscripcions mencionen la mateixa Siddhayatra i les conquestes de les àrees properes, com la inscripció de Kota Pur descoberta a l'illa de Bangka (686 dC), la inscripció de Karang Brahi localitzada a Jambi Hulu (686 dC) i la de Palas Pasameh descoberta al sud de Lampung, totes al·ludeixen els mateixos fets. A través d'aquestes inscripcions s'ha pogut determinar que Dapunta Hyang va establir l’Imperi de Srivijaya després de derrotar els seus enemics de Jambi, Palembang, el sud de Lampung i l’illa de Bangka, i no només es va quedar aquí la seva ofensiva sinó que també va atacar Bhumi Java, aquesta escomesa potser hauria contribuït a la decadència del Regne de Tarumanagara a Java Occidental.